# Cumopsis wafri
Cumopsis wafri är en kräftdjursart som beskrevs av Jones 1956. Cumopsis wafri ingår i släktet Cumopsis och familjen Bodotriidae. Inga underarter finns listade i Catalogue of Life.